# 某種老朋友
某種老朋友是香港歌手林家謙2022年發行的單曲，2月17日數位發行，同時為第3張專輯MEMENTO主打歌，收錄順序排在第1首。

## 製作
在2021年叱咤頒獎禮結束後的訪談，林家謙曾提到，有機會想演繹其他音樂人的作品，到了2月推出的某種老朋友即是此實現，曲和詞分別是由澤日生及林夕搭擋，接續和兩位創作人先前在下一位前度以及拼命無恙的合作，在這首單曲林家謙僅只專注於編曲及監製，他認為因為主旋律很豐富了，所以在編曲上的安排盡量簡單。林家謙感謝澤日生寫出了前兩首曲的延續及深度，拼命無恙後的關係雖然過期淡去像某位遠去的朋友，突然湧上心頭的回憶像「龐大陰影活像鯨魚」令人難受，但笑一笑讓回憶就過秋。
澤日生這次交出的曲是他的經典，密密麻麻的音符，水流似旋律走向，主旋律為升G大調/降A大調，144BPM，幾乎難以換氣的曲配上林夕填的詞，林家謙收到的當下雖然讀到了林夕的情緒，但配唱時沒有放入過多想法，只是順著音符將字句「講」出來。專輯的封面及MV，引歌詞「各撐一葉舟」為主題，以隨水漂流的樹葉描繪出關係變化。

## 商業表現
這首歌曲在《新城勁爆頒獎禮》得到「勁爆歌曲獎」，Yahoo! 搜尋人氣大獎2022獲得「十大人氣歌曲獎」。林夕填的詞則得到第20屆CASH金帆音樂獎最佳歌詞獎。

## 外部參考
- . 音樂火鍋.   [2025-03-12]. （原始内容存档于2025-06-21）.